# Eufemio Garcia
Eufemio Garcia (1955- Castellar del Vallès, 21 de febrer de 2012) fou el primer pacient a Catalunya que va ser exitosament operat amb una assistència ventricular mecànica de llarga durada.

## Biografia
Policia local de la ciutat on residia, Castellar del Vallès, Eufemio García, estava afectat per una insuficiència cardíaca, que l'any 1998 l'havia obligat a retirar-se de la seva professió. A causa d'altres problemes de salut (patia Hipertensió arterial, una malaltia sistèmica i havia superat un càncer), el trasplantament de cor era inviable, de manera que el 23 de novembre del 2011 els metges van optar per implantar un cor artifical que funcionava amb unes bateries.
El dispositiu era una turbina que complementava la funció de bombeig que feia el ventricle esquerre del cor. Aquest es connectava amb un dispositiu exterior on hi havia les bateries i que penjava d'una petita motxilla. La particularitat de l'operació de Eufemio Garcia fou que era el primer pacient, que després de l'operació podia fer vida normal, amb l'excepció de banyar-se a la piscina per evitar que es danyi la part exterior del sistema.
La previsió de l'equip mèdic, era que l'aparell durés almenys tres anys i que després el pacient pogués rebre el cor d'un donant. El seu cas, era segon que es feia a l'hospital de Bellvitge que al juny de 2007 ja havien implamentat un cor artificial, anomenat també de llarga durada, que va permetre a la receptora fer vida normal durant quatre mesos, però que mai va arribar a sortir de l'hospital. El cas d'Eufemio Garcia era diferent perquè era el primer pacient a Catalunya que feia vida normal amb una assistència ventricular mecànica de llarga durada.
El 20 de febrer de 2012, el cas era presentant als mitjans de comunicació i amb la presència del mateix Eufemio Garcia. L'endemà al matí, però, Eufemio Garcia patia una parada cardiorespiratòria provocada per una arrítmia letal. Arreu del món hi ha més de 5.000 persones amb aquest tipus de dispositiu implantat, però a Espanya és un fenomen nou, amb només dos casos anteriors el primer a Madrid i el segon a Còrdova. La seva mort, provocà les reaccions dels mitjans de comunicació, i de l'aleshores conseller de salut, Boi Ruiz.